# Witold Dobroczyński
Witold Dobroczyński (ur. 3 września 1896 w Berlinie, zm. 2 maja 1989 w Poznaniu) – działacz i spółdzielca mleczarski w Wielkopolsce, członek zarządu Związku Gospodarczego Spółdzielni Mleczarskich w Poznaniu w latach 1927–1939.

## Życiorys
Syn rzemieślnika Stanisława i Kazimiery z Nowaków. W latach 1914–1918 odbył studia ekonomiczne w Berlinie. Uczestniczył w powstaniu wielkopolskim. Pracował w Komisariacie Naczelnej Rady Ludowej w Poznaniu do końca lutego 1919. W latach 1920–1921 służył w wojsku, brał udział w walkach pod Brodnicą na Pomorzu oraz pod Mińskiem za co został odznaczony Krzyżem Walecznych. W 1922 podjął pracę w Centrali Stowarzyszeń Spółdzielni Rolniczo-Handlowych. W 1925 przeniósł się do Poznania i tu pełnił rolę I członka zarządu Związku Gospodarczego Spółdzielni Mleczarskich. Na tym stanowisku trudnił się polonizowaniem spółdzielni mleczarskich w Wielkopolsce, na Pomorzu oraz na Śląsku. Ważną zasługą Dobroczyńskiego było poważne poszerzenie eksportu polskiego masła na rynki europejskie, przede wszystkim do Wielkiej Brytanii.
Po II wojnie Dobroczyński pełnił nadal wiele ważnych ról w polskiej spółdzielczości mleczarskiej. Pochowany jest na Cmentarzu Junikowskim w Poznaniu (pole 11, kwatera A-12-15).

## Ordery i odznaczenia
- Order Sztandaru Pracy II klasy (1985)
- Krzyż Kawalerski Orderu Odrodzenia Polski (1964)
- Krzyż Walecznych
- Złoty Krzyż Zasługi (11 listopada 1937)[3]
- Wielkopolski Krzyż Powstańczy (12 listopada 1958)[1]